# Chafariz de Dentro

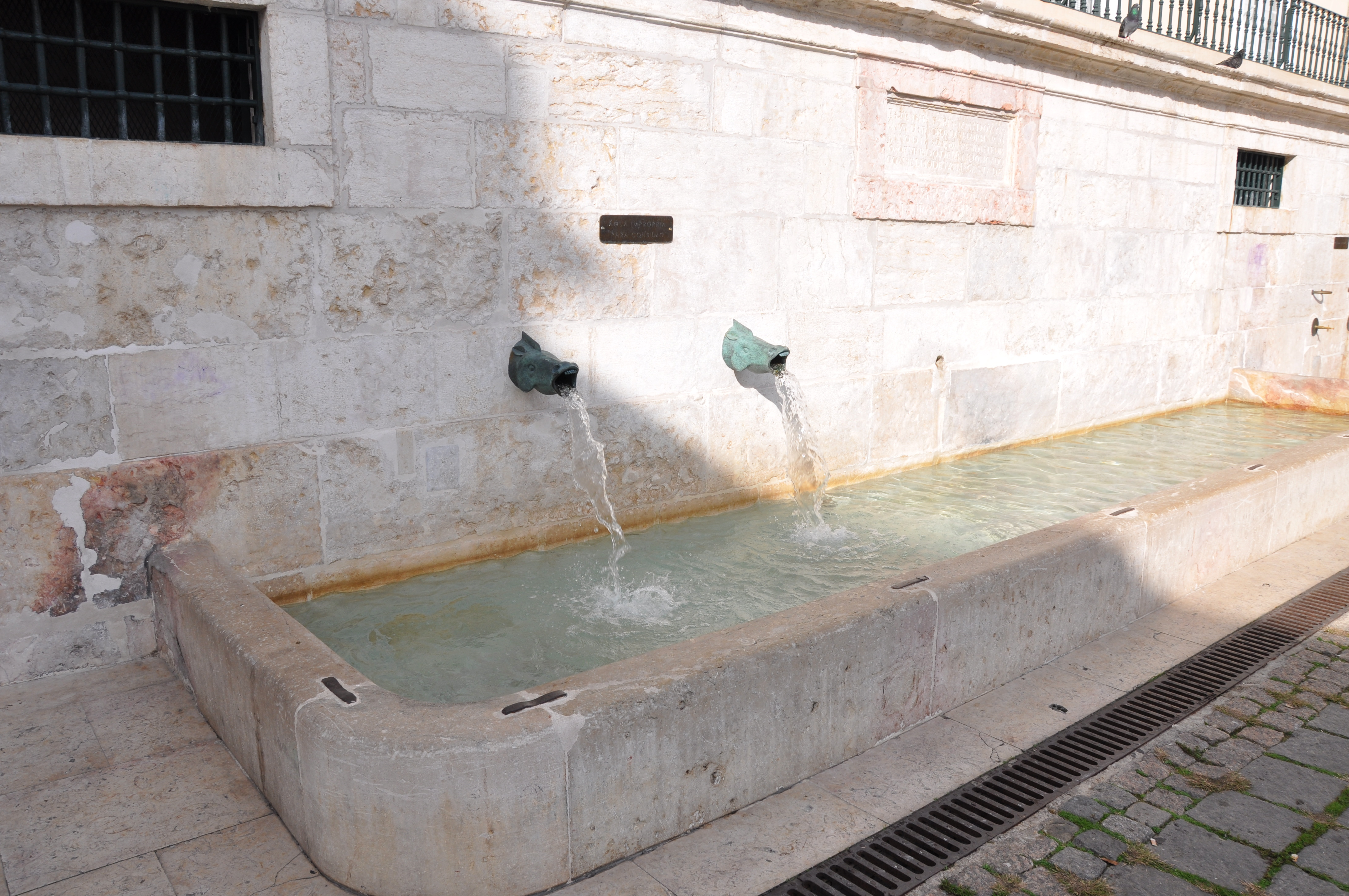
O chafariz apresenta duas cabeças de cavalo da autoria de Jorge Vieira

O Chafariz dos Cavalos ou Chafariz de Dentro é um manancial muito antigo situado no bairro de Alfama em Lisboa (na antiga freguesia de Santo Estêvão (actualmente parte de Santa Maria Maior), sendo a referência mais antiga que se conhece do ano 1285.
Este símbolo arquitetónico do bairro foi também denominado em outros tempos como Chafariz de Alfama ou Chafariz dos Cavalos.
Só muito tempo após a construção da cerca Fernandina, provavelmente desde pincipios do Século XVII, este lugar passou a ser denominado como Chafariz de Dentro, devido a sua situação do lado interior da cerca Fernandina em justaposição ao Chafariz da Praia ou ao Chafariz dos Paios, que se situavam do lado de fora da cerca.
Numa de suas crónicas, Fernão Lopes clarifica que os canais deste chafariz - que os castelhanos quiseram se levar como memória do saque da cidade de Lisboa em 1373 - tinham forma de cabeças de cavalos realizadas em bronze.
Há várias referências históricas que apontam à existência de um lago por baixo do Chafariz. De facto encontraram-se na mesma localização duas bolsas de água, a cada uma com seu próprio manancial afluente. Uma é a do Chafariz de dentro, onde há um arca de água, a outra é a do tanque das lavadeiras, no Beco do Mexias.